# Hennie Marinus
Hennie Marinus (auch Henny Marinus)  (* 26. August 1938 in Amsterdam; † 2. August 2018 ebenda) war ein niederländischer Radrennfahrer.
Hennie Marinus, ein Mann von zierlicher Statur (kleine gestalte en babyface), stammt aus dem Amsterdamer Arbeiterviertel Jordaan, wuchs dort auf und lebt dort noch heute. Die Familie war seit Generationen im Fischhandel tätig. Als Rennfahrer fuhr er auf RIH-Rädern, die in der Nachbarschaft gefertigt wurden.
1959 wurde Marinus niederländischer Vize-Meister der Amateure im Straßenrennen. Von 1960 bis 1969 war er Profi und fuhr nun hauptsächlich auf der Bahn, da die Verdienstmöglichkeiten besser waren. Hintergrund war auch eine Rivalität mit dem Rennfahrer und ehemaligem Klubkameraden vom AC Ulysses, Peter Post, der dreimal bei Rennen gegen Marinus verlor und diesem daraufhin das Leben schwer machte. Da habe sich gezeigt, so ein Chronist, dass sich hinter der Fassade des Champions Post ein „nachtragender und mieser Charakter“ verberge. 1961 und 1962 wurde Hennie Marinus jeweils Dritter der Nationalmeisterschaft im Sprint. 1964 errang er hinter Schrittmacher Norbert Koch den Titel des niederländischen Meister im Steherrennen, nachdem er im Jahr zuvor Vize-Meister geworden war. 1967 wurde er nochmals Vize-Meister im Steherrennen und 1968 im Sprint.
Nach der Beendigung seiner Radsportkarriere übernahm Hennie Marinus den Fischhandel der Familie. Seine Erinnerungen an die Zeit als Radrennfahrer schrieb er in dem Büchlein 25 Sterke Verhalen. Anekdotes uit het cyclisme nieder.